# Sassandra (departement)
Sassandra är ett departement i Elfenbenskusten. Det ligger i regionen Gbôklé, i den södra delen av landet, 190 km sydväst om huvudstaden Yamoussoukro.